# Dani Díez
Daniel Díez de la Faya, detto Dani (Madrid, 7 aprile 1993), è un cestista spagnolo.

## Carriera
È stato selezionato dagli Utah Jazz al secondo giro del Draft NBA 2015 (54ª scelta assoluta).

## Palmarès
- Copa del Rey: 1

Real Madrid: 2014
- Supercoppa spagnola: 1

Real Madrid: 2013
- Eurocup: 1

Malaga: 2016-17
- Coppa Intercontinentale: 1

Canarias: 2020